# Pimpla arctica
Pimpla arctica är en stekelart som beskrevs av Zetterstedt 1838. Pimpla arctica ingår i släktet Pimpla och familjen brokparasitsteklar. Arten är reproducerande i Sverige. Inga underarter finns listade i Catalogue of Life.